# 山口県立山口博物館

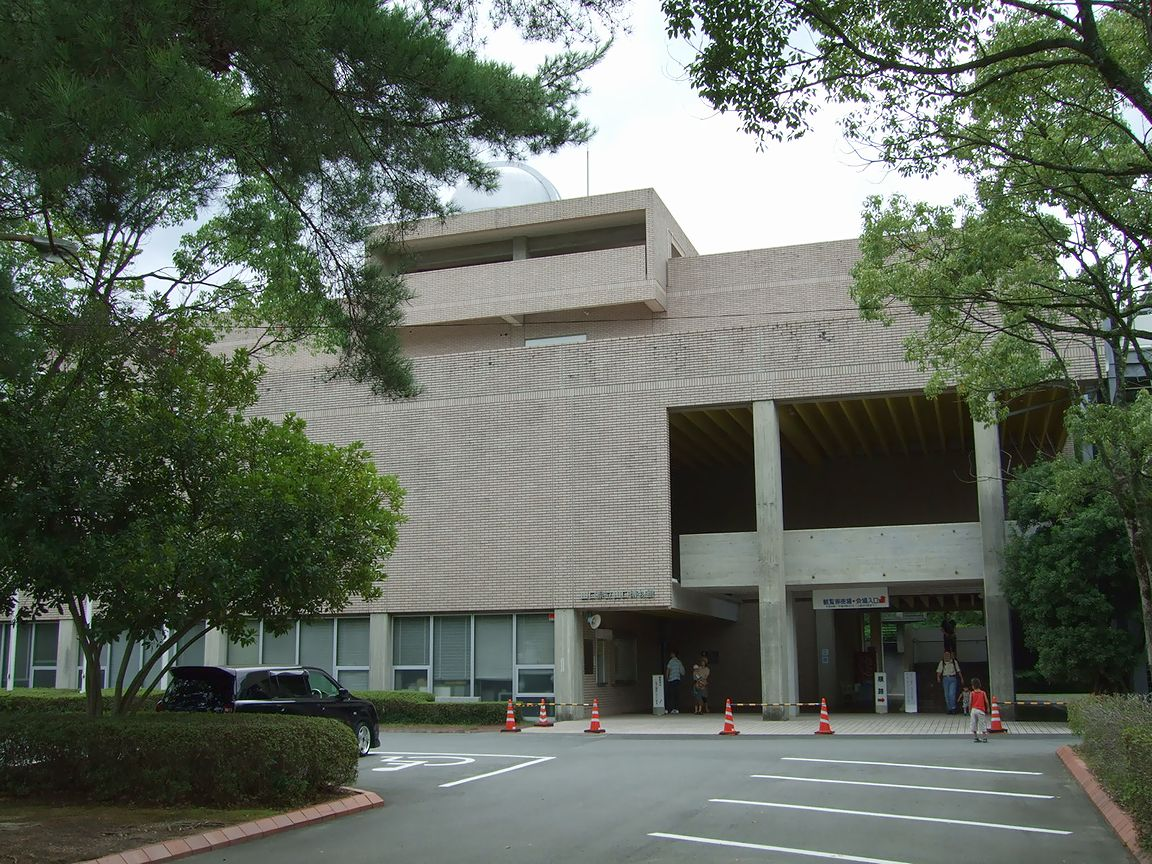
玄関

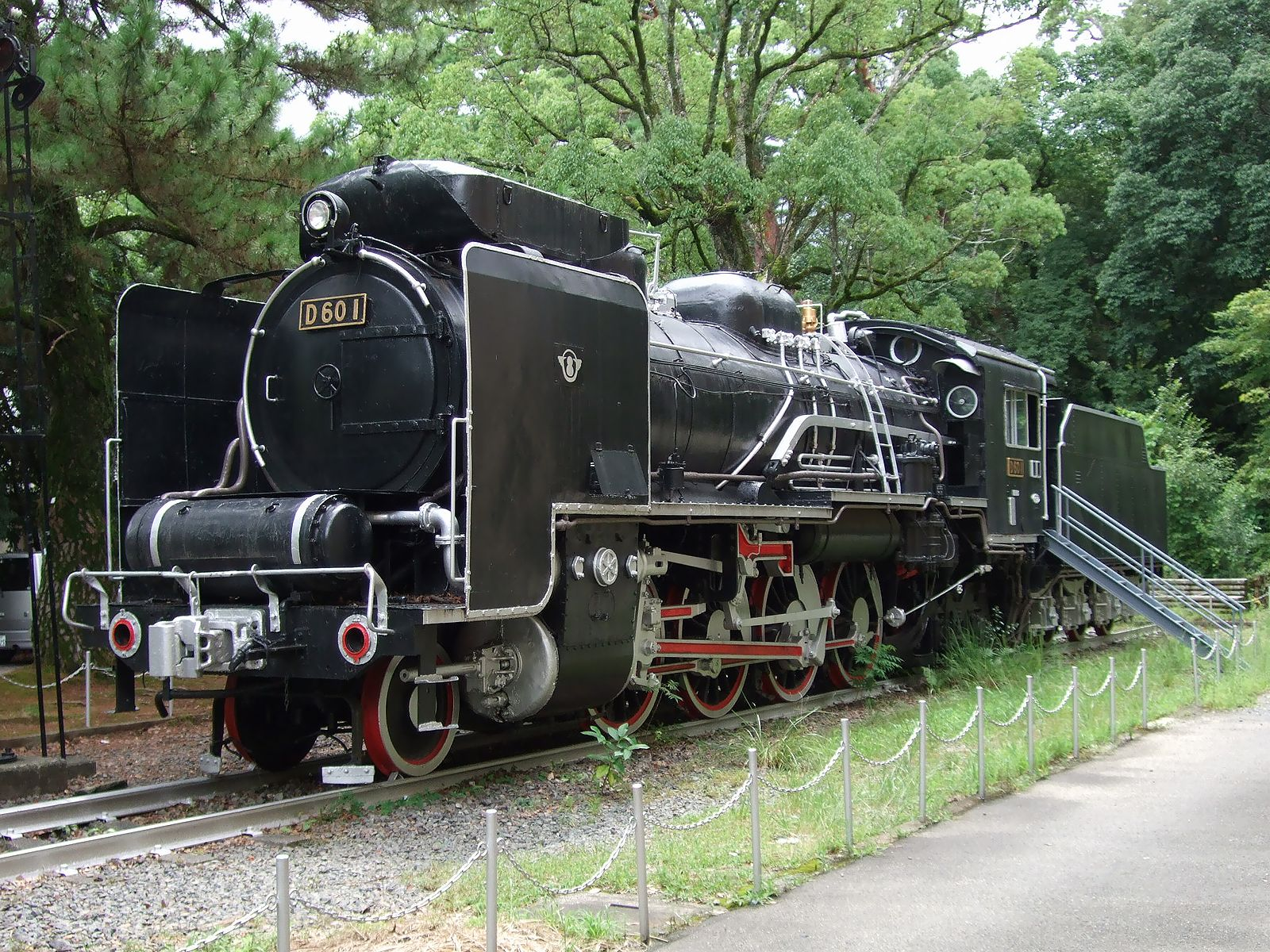
屋外展示場に保存展示されているD601蒸気機関車

山口県立山口博物館（やまぐちけんりつやまぐちはくぶつかん）は、山口県山口市にある山口県立の総合博物館。自然科学および歴史を扱っている。

## 概要
主に電気や化学などの機械実物展示や模型展示、動植物の標本、大内氏、毛利氏の文化遺産などがあるほか、鉄道車両（キハ58）で山口線の模擬運転ができるシミュレーターが設置されている。開館100年を迎えたリニューアルでは、ティラノサウルスの骨格標本や動植物ジオラマなども常設された。
展示施設は本館と別館で構成され、屋外にも化石や古墳時代の石棺のほか、かつて山口線で使用されたD60形蒸気機関車が展示されている。

## 沿革
1912年（明治45年）4月に開館した防長教育博物館（後に、山口県立教育博物館）と、1946年（昭和21年）4月開館の山口県立科学教育研究所（後に、山口県立科学博物館）が統合され、1950年（昭和25年）7月に総合博物館として発足。1979年（昭和54年）の山口県立美術館開館に伴い、美術部門が分離される。
1967年（昭和42年）に改築が行われ、10月に鉄筋コンクリート建ての新館（現在の建物）が開館する。2012年（平成24年）に展示室改修と新しい展示品の導入が行われる。3月に開館100周年記念式典が行われ、記念テーマ展「山口博物館100年のあゆみ」が始まる（同年9月2日までの予定）。

## 施設
- 1F
  - 屋外展示室
- 2F
  - 地学展示室
  - 植物展示室
  - 動物展示室
  - 考古学展示室
  - 歴史展示室
  - 天文展示室
- 3F
  - 理工展示室
- 5F
  - 天体観測室

## 建築概要
- 本館
  - 竣工 - 昭和42年3月
  - 開館 - 昭和42年10月
  - 設計 - 坂倉準三
  - 構造規模 - 鉄筋コンクリート造、地上5階、地下1階
  - 敷地面積 - 19,905平方メートル（庁舎敷地・管理分）
  - 建築面積 - 1,771平方メートル
  - 延床面積 - 3,597平方メートル（1階889・2階1,380・3階233・4階804・5階58・地下233平方メートル）
- 別館
  - 建築面積 - 480平方メートル
  - 延床面積 - 1,566平方メートル

## 交通アクセス
山口県庁のすぐそばにある。
- JR山口駅下車 徒歩15分・防長交通バス（県庁前下車徒歩3分）
- JR新山口駅下車 防長交通バス山口行きで約30分（県庁前下車徒歩3分）
- 山陽自動車道防府東インターチェンジから車で約25分
- 中国自動車道山口インターチェンジから車で約15分、小郡インターチェンジから約20分

## 周辺
- 山口市役所
- 山口県立美術館
- 山口サビエル記念聖堂
- 山口県政資料館、山口県庁
- 瑠璃光寺、香山公園